# دايموك ملكة غوريو
الملكة دايموك (대목왕후 황보씨) هي الأميرة يون هوا ابنة الملك (وانغ غون) تايجو ملك غوريو الأول و موجدها و الملكة شينجونغ، تزوجت من أخاها من الأب غوانغجونغ ملك غوريو  الرابع (وانغ سو)، أنجبت:
- الابن الأكبر: الملك غيونغجونغ ملك غوريو الخامس (국왕 경종 | 景宗) ولد في 955 ومات في 981، حكم من 975 إلى 981.
  - حفيد: الملك موكجونغ (목종 | 穆宗) ولد في 980 ومات في 1009، حكم من 997 إلى 1009 - ملك غوريو السابع.
- الابن الثاني: الأمير هيوهوا (효화태자 | 孝和太子).
- ابنة: السيدة تشونتشوجون (천추전부인 | 千秋殿夫人).
- ابنة ثانية: سيدة القصر بوهوا (보화궁부인 | 寶華宮夫人).
- الابنة الثالثة: الملكة مندوك (문덕왕후 | 文德王后) - زوجة الملك سونغجونغ.
  - حفيدة: الملكة سونجونغ (선정왕후 | 宣正王后) - زوجة الملك موكجونغ الأولى.